# فرودگاه شهرستان کاونتی
فرودگاه شهرستان کاونتی  (به انگلیسی: Knox County Airport) یک فرودگاه همگانی بهره‌برداری هوایی است که یک باند فرود آسفالت دارد و طول باند آن ۱۶۷۶ متر است. این فرودگاه در شهر مونت ورنون، اوهایو کشور ایالات متحده آمریکا قرار دارد و در ارتفاع ۳۶۳ متری از سطح دریا واقع شده است.